# Радзинь, Пётр Карлович
Петр Карлович Радзинь (Петерис Радзиньш, латыш. Pēteris Radziņš; 2 мая 1880 года, Лифляндская губерния, Российская империя — 8 октября 1930 года, Рига, Латвия) — генерал латвийской армии, в период с 1924 по 1928 годы — командующий Латвийской армией. Подполковник Российской Императорской армии. Автор нескольких книг по истории и по военному делу, преподаватель военного дела.

## Биография
Петр Радзинь родился в Лугажской волости, в семье владельца хутора Яунвиндедзес. Лютеранин. Получил домашнее образование.
В 1898 году поступил на службу русскую армию. Свою военную карьеру начал в 112-м пехотном Уральском полку, который в то время дислоцировался в Ковно. В 1899 году поступил в Виленское пехотное юнкерское училище, которое оканчивает в 1901 году. Из училища выпущен подпоручиком в 24-й пехотный Симбирский полк, который дислоцировался в Ломжинском уезде. С 1904 по 1905 годы участвовал в русско-японской войне. Был командиром роты 10-го стрелкового Сибирского полка. 9 сентября 1905 года повышен до поручика. В 1907 поступает в Императорскую военную академию, которую оканчивает в 1910 году по 1-му разряду. 9 сентября 1909 года повышен до штабс-капитана. Затем получил чин капитана. Цензовое командование ротой отбывал в 32-м пехотном Кременчугском полку (03.11.1910 — 03.11.1912), который дислоцировался в Варшаве. 26 ноября 1912 года назначен старшим адъютантом штаба 38-й пехотной дивизии. Позже был прикомандирован к авиационным частям.

Мартиньш Хартманис (справа) и Петерис Радзиньш (посередине)

18.11.1926 г. президент Латвии Янис Чаксте с генералами принимают военный парад. С левого края: 1. Эдуард Калныньш (военный министр), 2.Петерис Радзиньш (начальник Генштаба), 3.Янис Чаксте (президент ЛР), 4. Мартиньш Хартманис (генерал, был военным представителем Латвии в Польше), 5. Карлис Гоппер (командир Видземской дивизии; на снимке — крайний справа) и другие.

С 1914 года участвует в военных действиях Первой мировой войны. 6 октября 1915 года назначен заместителем начальника штаба 8-й Сибирской стрелковой дивизии. 6 декабря повышен до подполковника. В феврале 1916 года назначен заместителем начальника штаба 61-й пехотной дивизии, где и служил до конца войны.
В марте 1918 года вступил в Украинскую армию гетмана Скоропадского, где был начальником отдела Организации и обучения генерального Штаба. Воевал до падения гетмана в 1918 году. Затем вступил в армию Украинской народной республики, занимая должность помощника начальника Генерального штаба.
В 1919 году вернулся в Латвию. 29 октября 1919 года назначен начальником Генштаба Латвийской армии. Как начальник штаба планировал боевые действия против войск Бермондта-Авалова и наступление против Красной армии в Латгалии. В 1920 году присвоено звание генерала Латвийской Республики.
В 1928 году оставил должность командующего Латвийской армии. Автор нескольких книг по истории и по военному делу, самая известная работа — «Latvijas brīvības karš» («Война за свободу Латвии»).
В 1930 году умер в своей квартире в Риге. Похоронен на Братском кладбище.
В 2017 году именем генерала Радзиня названа набережная в центральной части Риги.

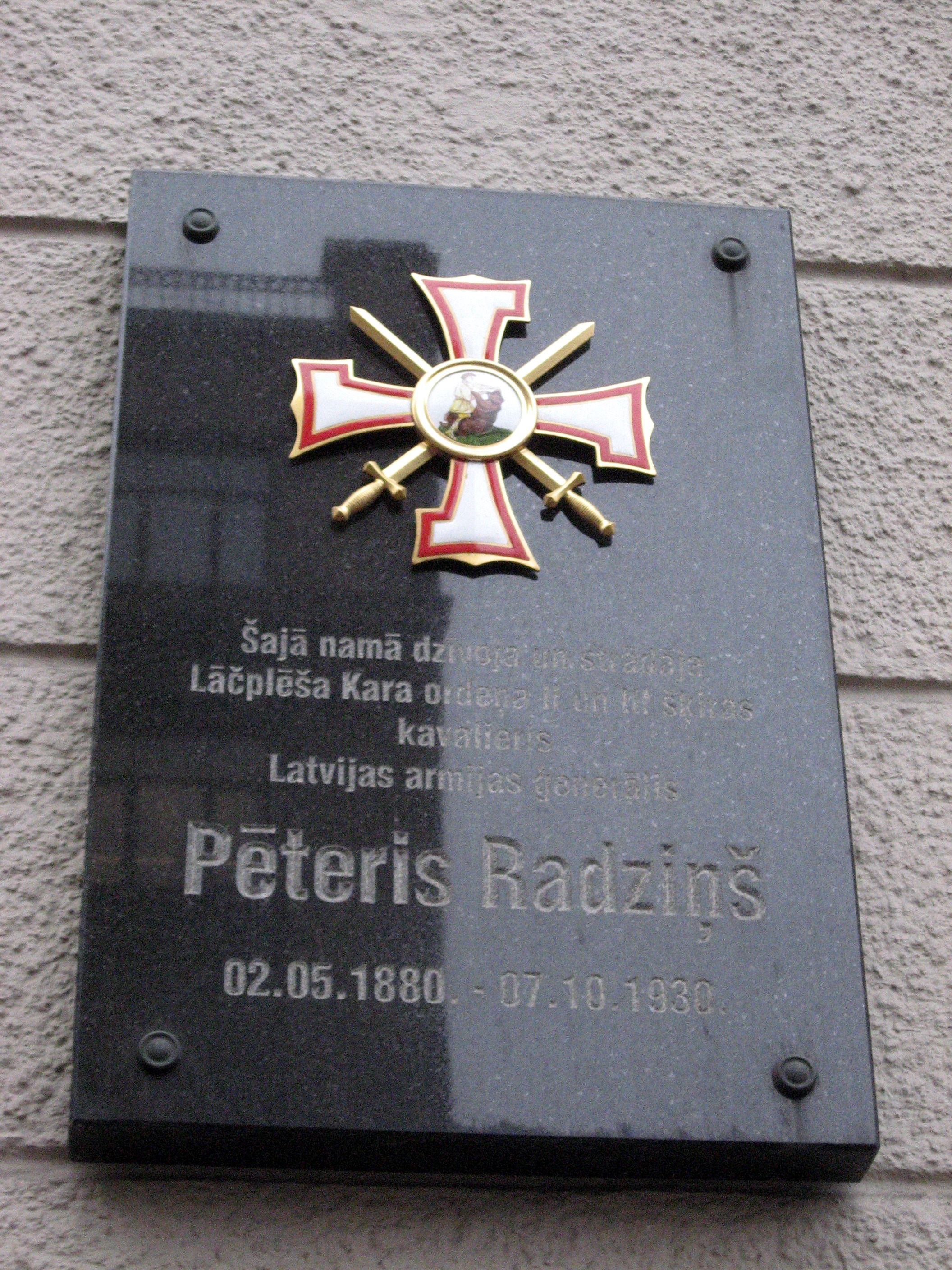
Памятная доска

Рига. Братское кладбище. Могила П. К. Радзиньша.

## Награды
- Орден Святой Анны 2-й, 3-й и 4-й ст.
- Орден Святого Станислава 2-й и 3-й ст.
- Военный орден Лачплесиса 2-й и 3-й ст.
- Орден Трёх звёзд 1-й ст.
- Орден Почётного легиона 3-й ст.
- Орден Меча 1-й ст. (1929)
- Орден воинской доблести
- Орден Белой розы Финляндии 1-й ст.
- Крест Свободы I кл. 2-й ст.